# Said Mohamed Jaffar
Said Mohamed Jaffar el Amjad (ur. 14 kwietnia 1918 w Mutsamudu, zm. 22 października 1993) – komoryjski polityk, książę, prezydent Komorów.

## Życiorys
Twórca i przywódca dwóch partii – Demokratycznego Zgromadzenia Ludu Komorów i Frontu Zjednoczenia Narodowego. Deputowany do rady generalnej Terytorium Komorów z wyborów w 1970 roku. Objął władzę w Terytorium Komorów po upadku rządu Saida Ibrahima 12 lipca 1972 roku. W okresie sprawowania przez niego rządów doszło do porozumienia wszystkich reprezentowanych w radzie ugrupowań (w tym Ludowego Ruchu Majotty), i wydania przez nie zgodnego oświadczenia o dążeniu do niepodległości i niepodzielności Komorów. Po przegranych wyborach z 1972 roku oddał władzę Ahmedowi Abdallahowi. W okresie od 8 kwietnia 1973 do 6 listopada 1975 roku senator Francji. Brał udział m.in. w pracach nad ustawą o referendum niepodległościowym Komorów.
Był jednym z przywódców zamachu stanu z 3 sierpnia 1975 roku, w którym obalony został pierwszy prezydent niepodległych Komorów – Ahmed Abdallah. 10 sierpnia został wybranym przewodniczącym Narodowej Rady Wykonawczej, pełniąc funkcje zarówno prezydenta, jak i premiera (faktyczną władzę pełnił Ali Soilih). Reprezentował Komory przed Zgromadzeniem Ogólnym ONZ, gdy 12 listopada 1975 roku ONZ uznało i przyjęło w poczet swych członków nowe państwo. Jego rządy zakończyły się 2 stycznia 1976 roku, gdy nowym prezydentem już oficjalnie wybrany został Ali Soilih.